# Rbb Praxis
rbb PRAXIS (zuvor rbb praxis) war ein Gesundheitsmagazin des rbb, das vom 12. Januar 2011 bis zum 6. Dezember 2023 insgesamt 441 mal mittwochs um 20:15 Uhr als Nachfolgesendung von Quivive ausgestrahlt wurde. Von der Erstausstrahlung bis Oktober 2011 war Thomas Kurscheid Moderator der Sendung. Am 2. November 2011 übernahm Raiko Thal die Moderation. Themen der Sendung waren u. a. Gesundheitsvorsorge, Volkskrankheiten und Heilungschancen durch neue Therapien.
Das Magazin wurde im Januar 2024 durch das am Montagabend ausgestrahlte rbb Gesund + ersetzt.